# Anote's Ark
Anote's Ark est un film documentaire canadien de Matthieu Rytz sorti en 2018.
Le film est nommé dans la catégorie du meilleur documentaire international lors du Festival du film de Sundance en 2018. Il porte sur les efforts du président de la république des Kiribati, Anote Tong, pour mobiliser la communauté internationale au sujet du réchauffement climatique.
Il remporte en 2019 le Grand Prix du Festival international du film documentaire océanien.